# الغويل (فرع العدين)

تعديل مصدري - تعديل

الغويل محلة تابعة لقرية السهلة، التابعة لعزلة المزاحن بمديرية فرع العدين إحدى مديريات محافظة إب في الجمهورية اليمنية، بلغ تعداد سكانها 186 حسب تعداد اليمن لعام 2004.